# 阿尔卡纳尔
阿尔卡纳尔（西班牙语）是西班牙加泰罗尼亚塔拉戈纳省的一个市镇。总面积47平方公里，总人口8032人（2001年），人口密度171人/平方公里。